# Азиз Буадуз
Азиз Буадуз (арап. عزيز بوحدوز, фр. Aziz Bouhaddouz; Беркан, 30. март 1987) професионални је марокански фудбалер.

## Каријера
Рођен у граду Беркан у Мароку, а са годину дана се преселио са својом породицом у Немачку.
Дебитовао је 2006. године за екипу Франкфурта, где се задржао једну сезону, одигравши 13 мечева у првенству. Током 2009. године, бранио је боје тима Ерзгебиргеа. Исте године 2009. вратио се у Франкфурт, али је играо само за други тим.
После тога, од 2011. до 2014. играо је у тимовима Вен, Викторија из Келна и у другом тиму Бајера 04.
За Ст. Паули наступа од 2016. године.

## Репрезентација
За сениорску репрезентацију Марока је дебитовао 2016. године. Био је део тима на Купу афричких нација 2017. године у Габону.
На Светском првенству 2018. године, Азиз Бухадуз је несрећно у последњем минуту постигао аутогол на првој утакмици против Ирана, чиме је Мароко поражен са 1:0.

### Голови за репрезентацију
Голови Бухадуза у дресу са државним грбом.
| #  | Датум              | Место   | Противник           | Гол | Резултат | Такмичење                                  |
| -- | ------------------ | ------- | ------------------- | --- | -------- | ------------------------------------------ |
| 1. | 4. септембар 2016. | Рабат   | Сао Томе и Принсипе | 2:0 | 2:0      | Квалификације за Куп афричких нација 2017. |
| 2. | 20. јануар 2017.   | Ојем    | Того                | 1:1 | 3:1      | Куп афричких нација 2017.                  |
| 3. | 24. март 2017.     | Маракеш | Буркина Фасо        | 2:0 | 2:0      | Пријатељска                                |